# UTC−6:00

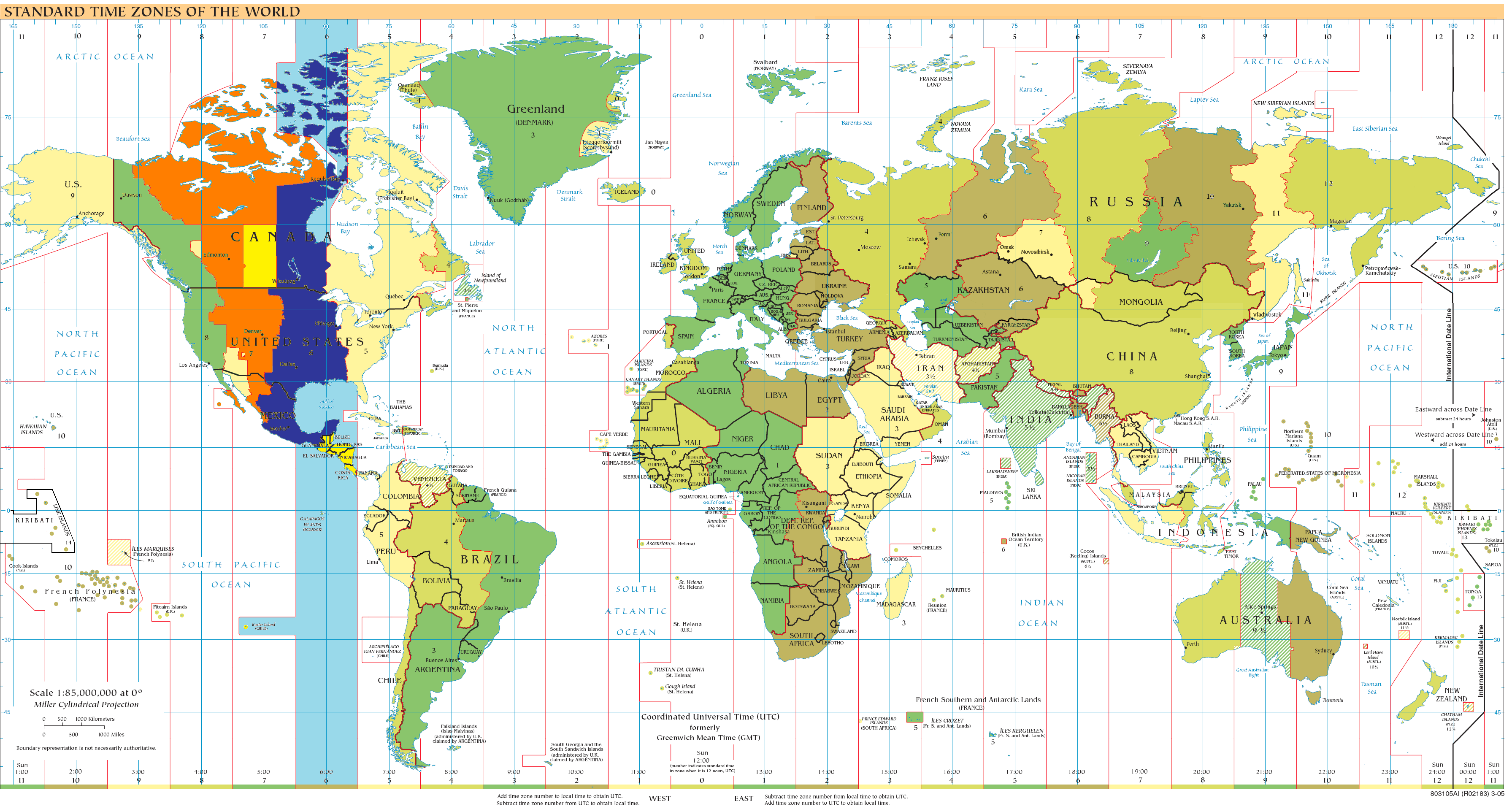
UTC−6 на карте часовых поясов мира:
синим — зона UTC−6 зимой (ноябрь-март) в Северном полушарии (летом (апрель-октябрь) — UTC−5);
голубым — зона UTC−6 в океанах;
ярко-жёлтым — зона UTC−6 круглогодично;
оранжевым — зона UTC−6 летом (апрель-октябрь) в Северном полушарии и зона UTC−6 зимой (апрель-октябрь) в Южном полушарии

UTC−6 («Центральноамериканское время») — часовой пояс для:

## В течение всего года
- Белиз
- Гватемала
- Гондурас
- Коста-Рика
- Никарагуа
- Сальвадор
- Канада (частично):
  -  Саскачеван (за исключением Ллойдминстера и прилегающего района)
- Чили (частично):
  -  Исла-де-Паскуа
- Эквадор (частично):
  - Провинция  Галапагос

## Зимой в Северном полушарии (ноябрь-март)
- Канада (частично):
  -  Манитоба
  -  Нунавут (центральная часть)
  -  Онтарио (западная часть)
- США (частично):
  -  Айова
  -  Алабама
  -  Арканзас
  -  Висконсин
  -  Иллинойс
  -  Луизиана
  -  Миннесота
  -  Миссисипи
  -  Миссури
  -  Оклахома
  -  Канзас (большая часть штата)
  -  Небраска (большая часть штата)
  -  Северная Дакота (большая часть штата)
  -  Теннесси (большая часть штата)
  -  Техас (большая часть штата)
  -  Южная Дакота (большая часть штата)
  -  Индиана (запад штата)
  -  Кентукки (запад штата)
  -  Мичиган (запад штата)
  -  Флорида (запад штата)
- Мексика (восток и центр страны)

## Летом в Северном полушарии (апрель-октябрь)
- Канада (частично):
  -  Альберта
  -  Британская Колумбия (юго-восточная часть)
  -  Северо-Западные территории (большая часть)
  -  Нунавут (западная часть)
  -  Саскачеван (только город Ллойдминстер и прилегающий район)
- США (частично):
  -  Вайоминг
  -  Колорадо
  -  Монтана
  -  Нью-Мексико
  -  Юта
  - Резервация народа навахо
  -  Айдахо (южная часть)
  -  Канзас (западная часть)
  -  Небраска (западная часть)
  -  Техас (западная часть)
  -  Южная Дакота (западная часть)
  -  Северная Дакота (юго-западная часть)
  -  Невада (небольшой район на востоке штата)
  -  Орегон (небольшой район на востоке штата)
- Мексика (частично):
  -  Южная Нижняя Калифорния
  -  Чиуауа
  -  Наярит (большая часть)
  -  Синалоа